# 蒂萨泰涅
蒂萨泰涅（匈牙利語：Tiszatenyő）是匈牙利亚斯-瑙吉孔-索尔诺克州所辖的一个村，总面积23.55平方公里，总人口1667，人口密度70.8人/平方公里（2010年1月1日）。